# Sabadone
I sabadoni sono un prodotto dolciario tipico della cucina romagnola, in particolare della provincia di Ravenna e della zona di Forlì. Sono una sorta di ravioli dolci, di forma rettangolare, solitamente con un ripieno di castagne bagnato nella saba, il mosto cotto da cui prendono il nome.

## Preparazione
Gli ingredienti del ripieno possono variare in base alla stagionalità e alla disponibilità. Gli ingredienti principali sono saba e castagne; altri ingredienti possibili sono: mostarda romagnola o savor o marmellata, castagne secche lessate, fagioli lessati, polpa di zucca, pinoli, fichi secchi, frutta candita, noci, mandorle, scorza di limone o altri aromi.
La pasta viene tirata un po' grossa e se ne ricavano dei rettangoli o delle losanghe su cui viene posto il ripieno. I sabadoni vengono poi solitamente chiusi a tovagliolo, piegando l'impasto su se stesso o poggiandovi sopra un altro pezzo di pasta della stessa forma, in modo da non far fuoriuscire il ripieno.
Possono essere fritti nello strutto oppure cotti al forno, sulla graticola, sul testo romagnolo o in acqua salata bollente. Successivamente vengono inzuppati nella saba, uno sciroppo zuccherino ottenuto concentrando il mosto sul fuoco. Prima di servirli si possono cospargere di zucchero a velo.
Si preparano tipicamente nel periodo autunnale e invernale, dato l'utilizzo di uva matura vendemmiata per la saba e delle castagne per il ripieno.
Ogni anno il 25 gennaio (festa del patrono) nel comune di Massa Lombarda si svolge la Sagra del Sabadone. Una settimana prima si svolge nella vicina Solarolo la Sagra della Polenta, bisò e sabadò.